# Lijst van trainers van Real Madrid (vrouwen)
Deze lijst omvat de voetbalcoaches die de vrouwen van de Spaanse club Real Madrid hebben getraind van 2020 tot op heden.
| Seizoen | Trainer(s)    | Prijzen | Bijzonderheden          |
| ------- | ------------- | ------- | ----------------------- |
| 2025/26 | Pau Quesada   |         | Contract tot medio 2027 |
| 2024/25 | Alberto Toril |         | 0                       |
| 2023/24 | Alberto Toril |         | 0                       |
| 2022/23 | Alberto Toril |         | 0                       |
| 2021/22 | Alberto Toril |         | 0                       |
| 2020/21 | David Aznar   |         | 0                       |

## Statistieken

### Nationaliteiten
| Land   | Aantal |
| ------ | ------ |
| Spanje | 2      |

Gebaseerd op de gegevens hierboven. Laatste update: 18 juni 2025.

## Voorloper
Onderstaande lijst omvat de voetbalcoaches die de voorloper van Real Madrid, CD TACÓN, hebben getraind in de periode 2016 tot en met 2020.
| Seizoen  | Trainer(s)    | Prijzen                                      | Bijzonderheden |
| -------- | ------------- | -------------------------------------------- | -------------- |
| CD TACÓN |               |                                              |                |
| 2019/20  | David Aznar   |                                              | 0              |
| 2018/19  | David Aznar   | Segunda División, Segunda División - Group 5 | 0              |
| 2017/18  | Marta Tejedor | Segunda División - Group 5                   | 0              |
| 2016/17  | Marta Tejedor |                                              | 0              |